# Munjungan (plaats)
Munjungan is een bestuurslaag in het regentschap Trenggalek van de provincie Oost-Java, Indonesië. Munjungan telt 6324 inwoners (volkstelling 2010).